# 慈雲寺 (甲州市)
慈雲寺（じうんじ）は、山梨県甲州市塩山中萩原にある臨済宗妙心寺派の寺院。山号は天龍山。本尊は聖観世音菩薩。甲斐百八霊場10番札所である。
推定樹齢300年超のイトザクラの巨樹と、樋口一葉の文学碑があることで知られている。

## 沿革
甲州市北東部、大菩薩嶺山麓の標高約570メートルに位置する。
南北朝時代の暦応年間（1338年 - 1342年）に、夢窓疎石が開山となって創建されたと伝える臨済宗妙心寺派の寺院。夢窓疎石は甲斐・平塩寺（市川三郷町）で修行した臨済僧で、甲斐では浄居寺（山梨市）や恵林寺（甲州市）などを創建している。
江戸時代末期、当時の住職である白巖和尚（はくがんおしょう）により寺内に私塾（寺小屋）が設けられ近隣の子供たちに開かれた。1887年（明治20年）に本堂内に学校が開かれ、1907年（明治40年）には私立山梨里仁学校となり、その後、市内の千野（ちの）地区に移転し太平洋戦争終了時まで存続していた。
この寺子屋では樋口一葉の父・則義が学ぶなど、地域住民にとっては寺院であると同時に教育施設としての意味合いも兼ねており、明治から昭和にかけ地域の人材育成に貢献した。

## 指定文化財

### 山梨県指定天然記念物
- 慈雲寺のイトザクラ - 2005年（平成17年）12月26日指定 詳細は下記

### 甲州市指定文化財（絵画）
- 絹本着色十六善神像図 1幅 - 1977年（昭和52年）4月5日指定
- 紙本着色渡唐天神像図 1幅 - 1977年（昭和52年）4月5日指定

## 境内

### 慈雲寺のイトザクラ

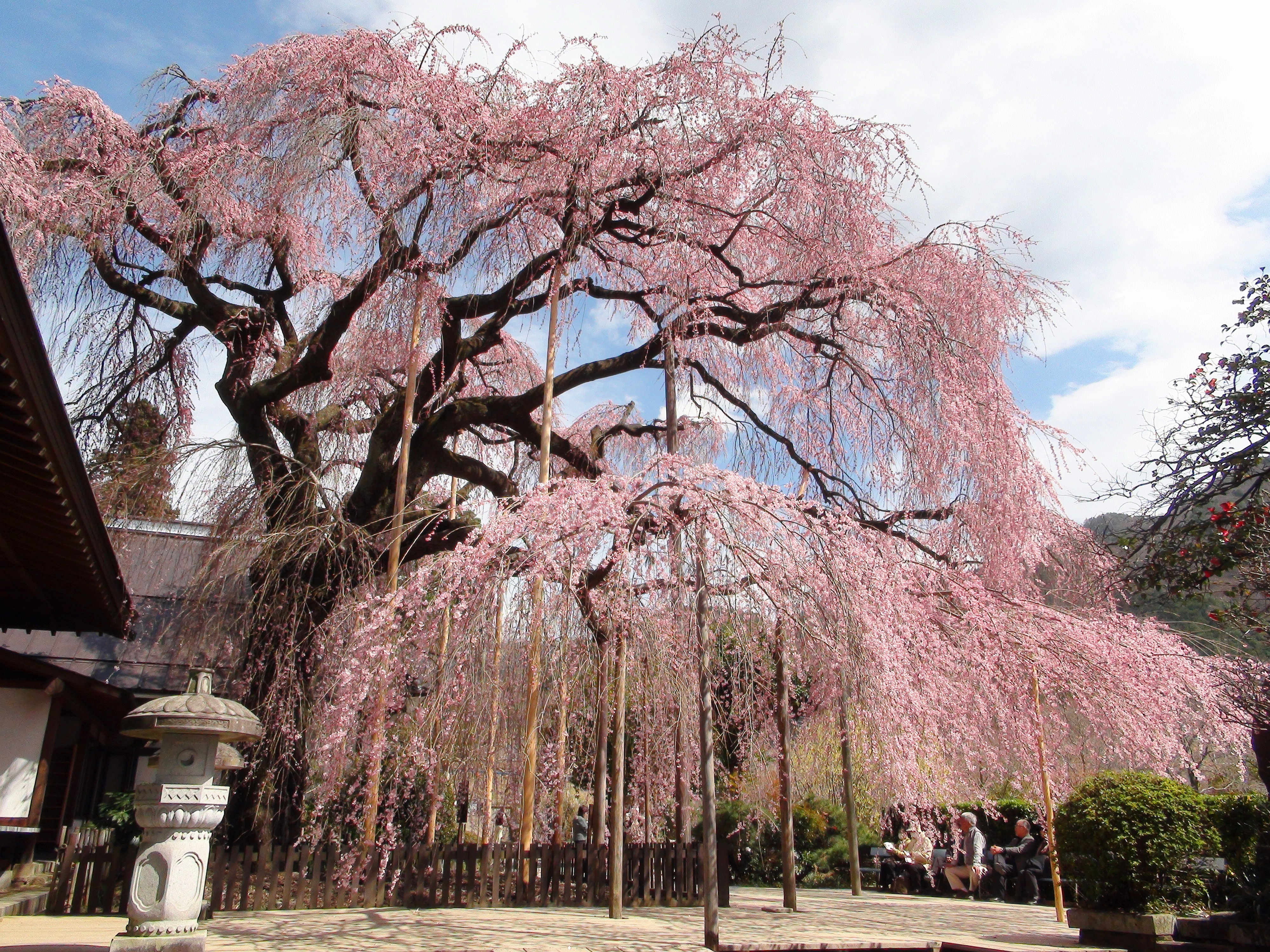
イトザクラ横から（2011年4月8日撮影）

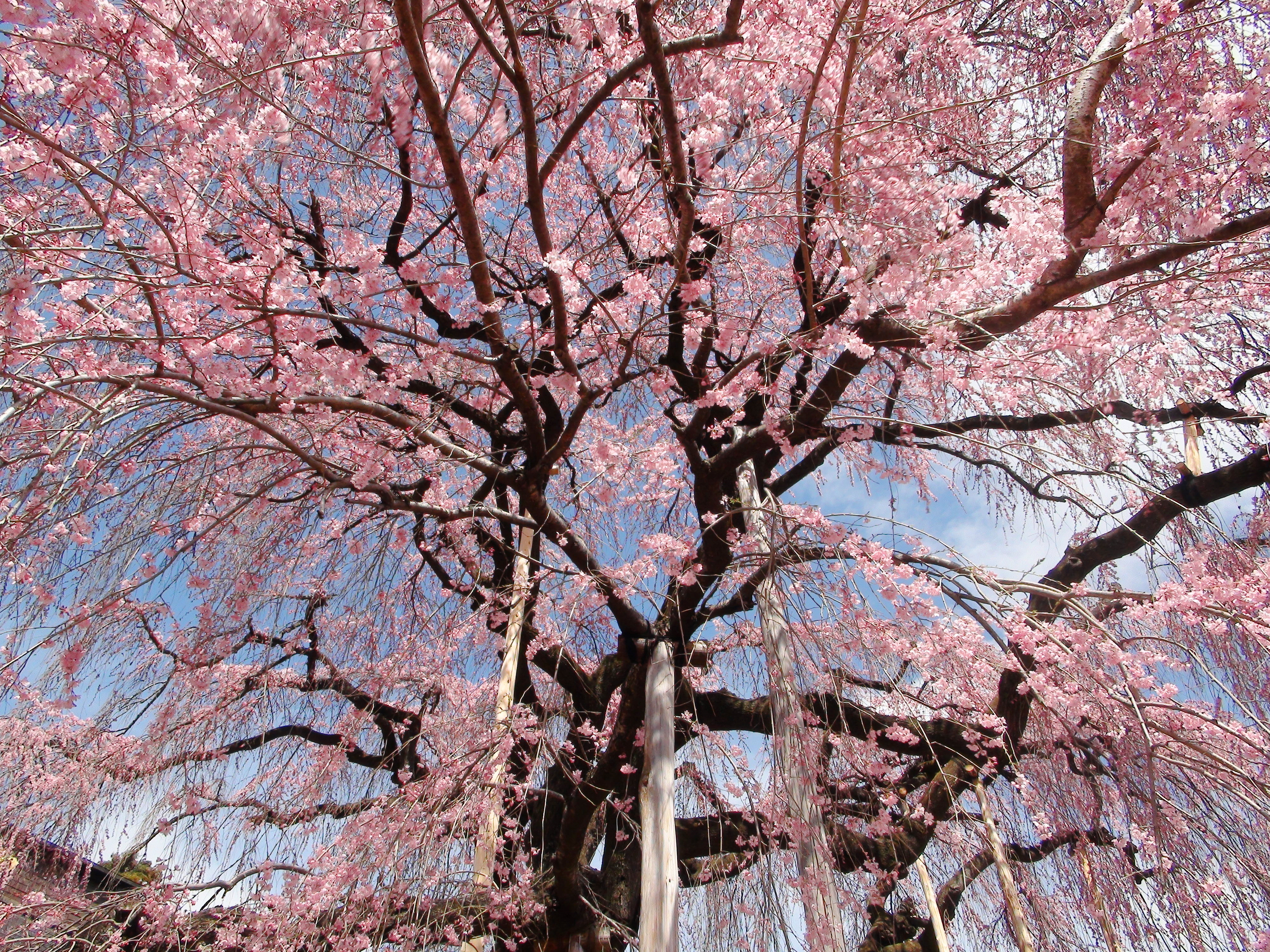
イトザクラを真下から見上げる（2011年4月8日撮影）

推定樹齢300年超のイトザクラがあり、1971年（昭和46年）4月1日に塩山市（現：甲州市）の天然記念物に指定され、2005年（平成17年）12月26日には山梨県の天然記念物に指定された。
幹の目通り3.2メートル、樹高15.0メートル、枝張りは東西20メートル、南北18メートルの巨大なものである。1691年（元禄4年）の堂宇再建時に植えられたものと伝わることから、樹齢はおよそ320年と推定されている。
本堂を覆うように咲く姿で知られ、プロアマ問わず多くのカメラマンが訪れる。イトザクラはエドヒガン系の栽培品種のシダレザクラで、大きく枝が枝垂れることからこの名で呼ばれる。花色は薄紅色から濃紅色まで個体差が大きいが、慈雲寺のイトザクラは花色が非常に濃く、また枝ぶりも大きく、枝垂れた枝の先端は地面にまで達している。

例年開花期は4月上旬で、周辺の桃畑の桃の花の開花とほぼ時期が重なり、県内外から大勢の見学者で賑わう。

### 樋口一葉女史文学碑

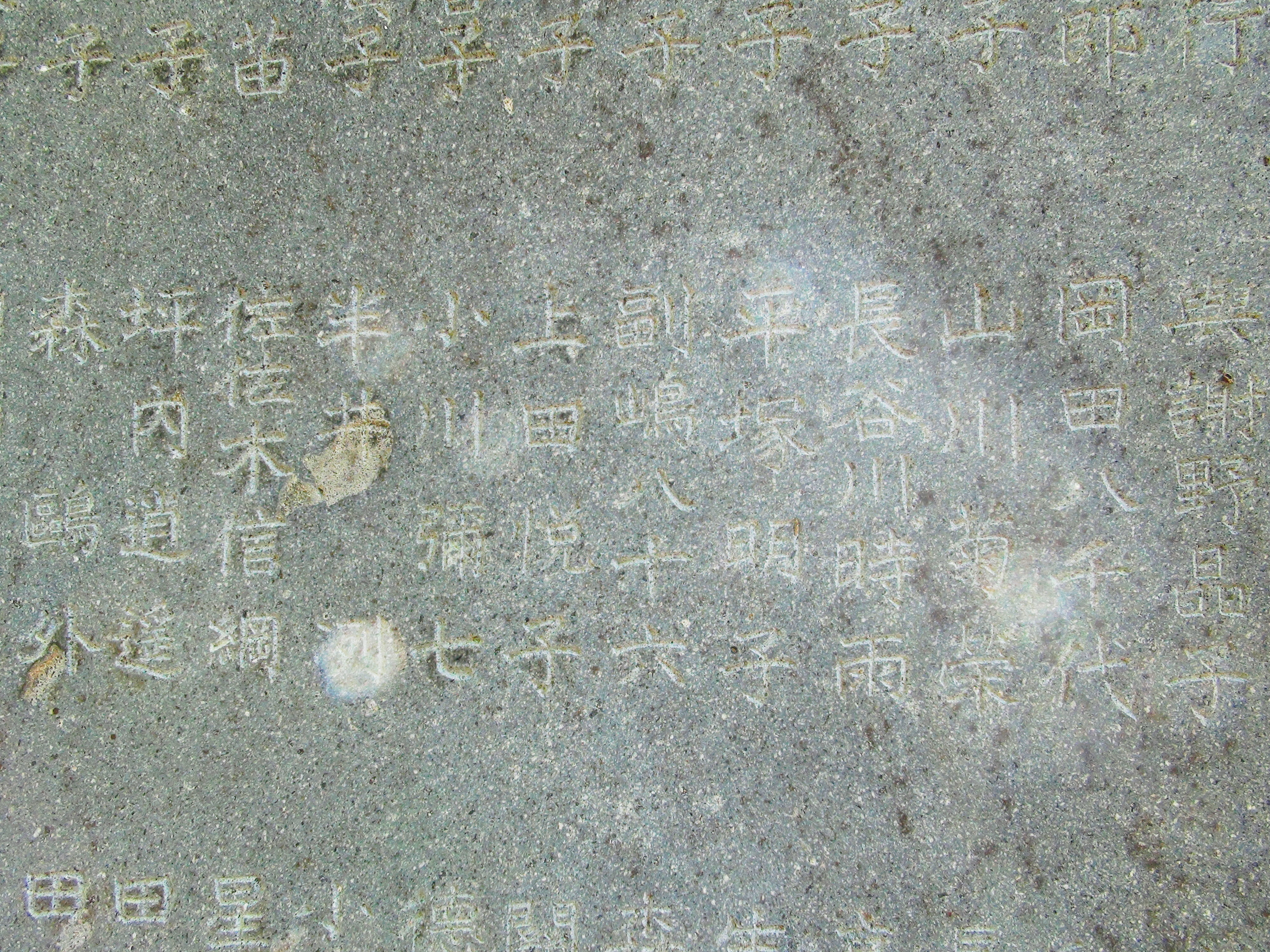
石碑の裏に刻まれた、賛助者名の一部。与謝野晶子や森鷗外の名前が確認できる。（2011年4月8日撮影）

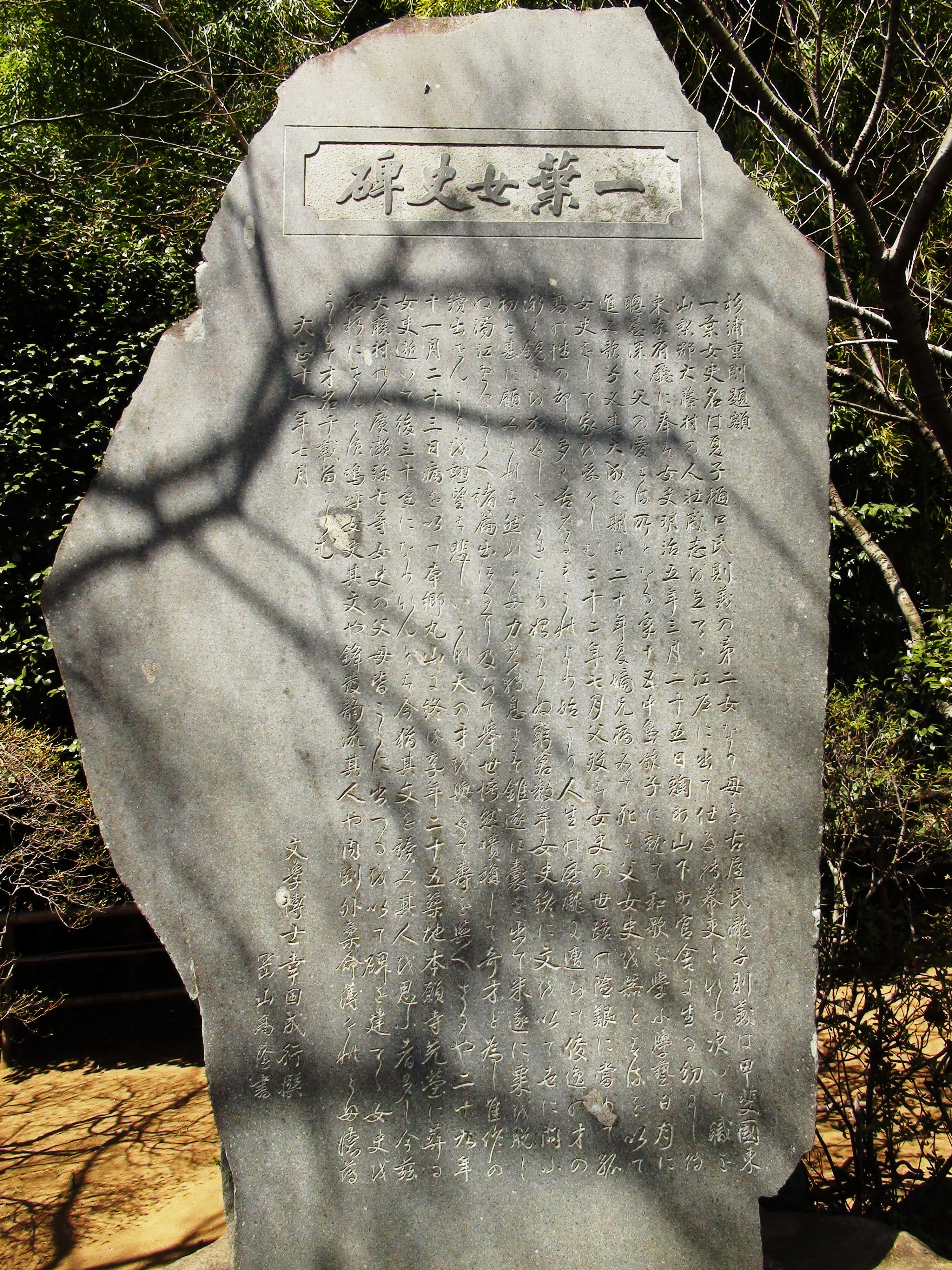
一葉女史碑（2011年4月8日撮影）

慈雲寺のある中萩原地区は1954年（昭和29年）に当時の塩山町に編入されるまでは東山梨郡大藤村であった。
同村は明治初期の女流文学者、樋口一葉の両親、樋口氏則、古屋瀧子（多喜）が生まれ育った村であり、父の氏則は前述した同寺の私塾に学んだ。
同村出身の両親の二女として一葉は東京で生まれ、その短い生涯の間、一度も塩山を訪れることは無かったが、彼女の作品中には両親から聞かされたであろう故郷塩山の地名が随所に出てくる。
一葉が没して26年後の1922年（大正11年）、一葉を偲んで同寺の境内に一葉女史碑が建立された。題額は東宮御学所御用掛杉浦重剛、撰文は芸術院会員幸田成行（露伴）、書は宮中御歌所出仕岡山高蔭によるもの。

石碑の裏側には建立賛助者として協力した佐藤春夫、田山花袋、坪内逍遥、森鷗外、与謝野鉄幹、与謝野晶子など日本を代表する近代文学者の名前が刻まれている。

## 周辺施設等
- 雲峰寺
- 竹森のザゼンソウ群
- 甘草屋敷
- 向嶽寺
- 恵林寺